# جيفرسون دي جيسوس سانتوس
جيفرسون دي جيسوس سانتوس (14 أبريل 1993 في البرازيل - ) هو لاعب كرة قدم برازيلي في مركز الوسط. لعب مع نادي بونتي بريتا ونادي ريبيراو ونادي ريو أفي ونادي ليتشويس وهايدوك سبليت ونادي فييرينسي ونادي سانتا كلارا ونادي الجبلين السعودي و نادي القيصومة السعودي.

## وصلات خارجية
- جيفرسون دي جيسوس سانتوس على موقع قاعدة بيانات كرة القدم.إي يو (الإنجليزية)
- جيفرسون دي جيسوس سانتوس على موقع Soccerway.com (الإنجليزية)
- جيفرسون دي جيسوس سانتوس على موقع عالم كرة القدم.نت (الإنجليزية)